# Andrena pectilis
Andrena pectilis är en biart som beskrevs av Laberge 1986. Andrena pectilis ingår i släktet sandbin, och familjen grävbin. Inga underarter finns listade i Catalogue of Life.